# Ecografia prostatica transrettale
L'ecografia prostatica transrettale è un esame ecografico in grado di studiare la prostata. L'esame utilizza le proprietà delle onde sonore (ultrasuoni) per produrre immagini della ghiandola prostatica al fine di diagnosticare le possibili cause di sintomi come la difficoltà a urinare, la ritenzione acuta d'urina o un risultato elevato del test ematico del PSA.
La metodica viene anche utilizzata per indagare su eventuali masse o noduli riscontrati durante l'esecuzione di un esame rettale, rilevare anomalie della ghiandola e determinare un suo possibile ingrandimento (iperplasia prostatica). L'ecografia è un esame operatore-dipendente, ma sicuro, non invasivo, e non ricorre a radiazioni ionizzanti.

## Indicazioni
L'ecografia transrettale della prostata è normalmenmte eseguita per:
- Riscontrare la causa di anomalie della prostata.
- Determinare se la prostata sia ingrandita (iperplasia prostatica benigna): la misurazione dell'iperplasia è necessaria prima della stesura di un adeguato piano di trattamento.
- Determinare la presenza di un possibile tumore alla prostata o di una prostatite.
- Nel completamento diagnostico in caso di infertilità maschile.

L'ecografia transrettale della prostata è tipicamente utilizzata nella fase diagnostica di sintomi quali: 
- Il riscontro di noduli prostatici rilevati nel corso di un esame rettale digitale o di un esame prostatico eseguito per screening del tumore della prostata.
- Il rilievo di un elevato valore dell'Antigene prostatico specifico.
- La presenza di difficoltà a mingere.

L'ecografia può anche essere usata per guidare una biopsia della prostata (in questo caso un ago viene utilizzato per raccogliere campioni di tessuto e cellule da un'area anomala della ghiandola prostatica per successivi esami di laboratorio).

## Preparazione all'esame
Prima dell'esecuzione dell'esame il paziente deve eseguire un clistere oppure introdurre una supposta di glicerina la sera e una al mattino, al fine di svuotare l'ampolla rettale dalla presenza di feci. Nelle ore che precedono l'esame è inoltre opportuna una buona idratazione: il riempimento della vescica favorisce la trasmissione degli ultrasuoni e migliora la qualità delle immagini acquisite.
Se il paziente assume farmaci antiaggreganti delle piastrine (ad esempio aspirina o clopidogrel) deve essere istruito a sospendere tali farmaci per almeno 7 giorni prima del test, poiché potrebbe rendersi necessario eseguire delle biopsie della ghiandola.

## Metodica
Negli uomini, la ghiandola prostatica si trova direttamente davanti al retto: per questo motivo l'esame ecografico viene eseguito per via transrettale, al fine di posizionare la sonda ecografica che produce l'immagine il più vicino possibile alla ghiandola prostatica stessa.
L'esaminatore fa sdraiare il paziente sul lettino d'esame, su un fianco, in posizione genupettorale (con le ginocchia verso il petto). Viene eseguita un'esplorazione rettale digitale e quindi si introduce la sonda lubrificata con del gel.

## Complicanze
Generalmente l'esame comporta solo un minimo discomfort da parte del paziente.
Se non è richiesta l'esecuzione di alcuna biopsia, l'ecografia transrettale della prostata causa un disagio paragonabile all'esplorazione rettale eseguito da un qualsiasi medico.
Se si rende necessaria una biopsia, si ha un minimo disagio aggiuntivo (dovuto all'inserimento dell'ago): fortunatamente la parete rettale è relativamente insensibile al dolore che nasce nella regione della prostata.
In una minoranza di pazienti, per alcune ore dopo l'esecuzione dell'esame, si verifica la perdita di una minima quantità di sangue nelle urine (ematuria) o nel liquido spermatico.